# 福島茂夫
福島 茂夫（ふくしま しげお、1917年11月28日 - 2012年7月15日）は、日本の医師、医学博士、政治家。参議院議員（1期、自由民主党）。

## 来歴
埼玉県出身。1942年日本大学専門部医学科（現医学部）卒。1944年、埼玉県児玉郡本庄町（現・本庄市）に福島病院（現・本庄福島病院）を開設し院長となる。埼玉県議会議員（自由民主党）を2期務めた後、1977年の第11回参議院議員通常選挙に日本医師会の政治連盟である日本医師連盟の支援を受け、全国区から自民党公認で立候補、127万を超える票を得て3位当選（自民党候補の中ではトップ）。1980年7月から1981年11月まで鈴木内閣において環境政務次官を務めた。1981年5月、群馬県伊勢崎市に伊勢崎福島病院を設立し理事長となる。1983年の第13回参議院議員通常選挙には立候補しなかった。1988年10月、本庄総合病院を設立し会長となる。1989年の第15回参議院議員通常選挙に埼玉県選挙区（定数2）から無所属で立候補するも3位で落選した。
1973年秋の褒章で長年、医療に携わり診療に努め医師会などの役員に就いて保健衛生の向上に寄与したとして藍綬褒章受章。
1990年秋の叙勲で勲二等瑞宝章受章。
このほか埼玉県医師会長や日本大学理事などを務めた。
2012年7月15日、多臓器不全のため埼玉県の病院で死去、94歳。死没日をもって正五位に叙される。